# Don Spike
Don Spike（韓語：돈 스파이크，1977年1月24日—），本名金明秀（韓語：김민수）是韓國的歌手及音樂製作人。常為音樂組合Brown Eyed Soul的成员Naul及實力派歌手金範洙製作音樂。自2013年起更成為韓國國際藝術學院的教授，亦有參與多個電視綜藝節目演出。

## 戲劇
- 2011年 MBN《吸血鬼偶像》客串

## 綜藝節目
- 2011年 MBC《我是歌手》
- 2012年 MBN《The Duet》
- 2013年 MBC《黄金渔场 Radio Star》EP.334
- 2013年 QTV（朝鲜语：JTBC2）《申東燁與單身派對》EP.20
- 2013年 Mnet《Superhit》
- 2014年 KBS2《百萬賣家（朝鲜语：밀리언셀러）》
- 2015年 MBC《Animals（朝鲜语：애니멀즈_(텔레비전_프로그램)）》
- 2015年 MBC 《改變世界的Quiz（朝鲜语：세상을_바꾸는_퀴즈）》EP.285、EP.295、EP.315
- 2015年 MBC 《真正的男人》(Ep：131~143)
- 2015年 KBS2 《1 VS 100》 EP.383
- 2015年 SBS 《Healing Camp》EP.186－187
- 2015年 KBS2 《自己動手吧》[7]
- 2015年 tvN《周三美食匯》
- 2015年 JTBC《Two Yoo Project - Sugar Man》
- 2015年 MBC 《蒙面歌王》EP.1－2
- 2016年 K－STAR（朝鲜语：K-STAR_(텔레비전_채널)）《食神之路2 LIVE（朝鲜语：식신로드）》
- 2016年 O'Live 《吃貨48小時》
- 2016年 tvN 《歌曲的誕生》
- 2016年 KBS2 《食品偵探》
- 2016年 O'Live 《今天吃甚麼?》
- 2016年 SBS 《英才發掘團》
- 2017年 MBC 《隱秘而偉大》
- 2017年 SBS 《我家的熊孩子》（Ep: 58、71）
- 2018年 JTBC 《善良地活吧》(Ep：1~8)
- 2018年 SBS《白鐘元的胡同餐館》(Ep：6~10)
- 2018年 tvN《秘密的庭院》(Ep：1~2)
- 2018年 MBC《Dunia》(Ep：2~15)
- 2018年 Mnet《家訪老師》
- 2019年 tvN《Miss Korea》(Ep：1~)

## 外部連結
- Don Spike的X（前Twitter）
- Don Spike的Instagram帳戶
- Don Spike在互联网电影资料库（IMDb）上的資料（英文）
- NEWTYPE Ent的Facebook專頁